# PGC 1232966
LEDA/PGC 1232966 ist eine Spiralgalaxie vom Hubble-Typ Sb mit ausgedehnten Sternentstehungsgebieten im Sternbild Jungfrau nördlich der Ekliptik, die schätzungsweise 255 Millionen Lichtjahre von der Milchstraße entfernt ist. Sie bildet gemeinsam mit PGC 38117 ein optisches Galaxienpaar

Im selben Himmelsareal befindet sich u. a. die Galaxie NGC 4116.